# Boussières-sur-Sambre
Boussières-sur-Sambre település Franciaországban, Nord megyében. Lakosainak száma 517 fő (2022. január 1.). Boussières-sur-Sambre Vieux-Mesnil, Saint-Remy-du-Nord, Hautmont és Pont-sur-Sambre községekkel határos.

## Népesség
A település népességének változása:
| Lakosok száma | 531  | 523  | 532  | 524  | 524  | 521  | 518  | 513  | 517  |
|               | 2013 | 2015 | 2016 | 2017 | 2018 | 2019 | 2020 | 2021 | 2022 |